# Persoonia amaliae
Persoonia amaliae är en tvåhjärtbladig växtart som beskrevs av Karel Domin. Persoonia amaliae ingår i släktet Persoonia och familjen Proteaceae. Inga underarter finns listade i Catalogue of Life.